# Novoalekséyevskoye (Krasnodar)
Novoalekséyevskoye (del ruso: Новоалексе́евское) es un selo del raión de Beloréchensk del krai de Krasnodar, en Rusia. Se sitúa en la orilla izquierda del río Psenafa, tributario por la izquierda del Labá, afluente del río Kubán, 20 km al norte de Beloréchensk y 67 km al este de Krasnodar, la capital del krai. Tenía 653 habitantes (2011).
Pertenece al municipio Shkólnenskoye.